# Man Ray
Man Ray (rojen kot Emmanuel Radnitzky), ameriški avantgardni umetnik, fotograf, slikar in režiser, * 27. avgust 1890, Filadelfija, Pensilvanija, Združene države Amerike, † 18. november 1976, Pariz, Francija.
S svojim delom je močno zaznamoval dadaizem in nadrealistična gibanja. 

## Zgodnje življenje in šolanje
Emmanuel Radnitzky, rojen leta 1890 v ameriški Filadelfiji, je bil najstarejši sin judovskih priseljencev ukrajinskih in beloruskih korenin. Imel je enega brata in dve sestri. Leta 1896 se je družina preselila v New York, leta 1912 pa je zaradi strahu pred antisemitizmom svoj priimek spremenila v Ray. 
Njegov oče je bil zaposlen v tovarni tekstila, imel pa je tudi lastno krojaško delavnico, kjer je pomagala vsa družina. Čeprav se je Man Ray želel oddaljiti od družinskega posla, se v njegovih delih pogosto pojavljajo motivi, povezani s krojaštvom (tekstil, šivanke, krojaške lutke, likalniki itd.). 
Od leta 1904 do 1909 je obiskoval srednjo šolo za fante v Brooklynu, kjer se je naučil skiciranja in drugih osnovnih likovnih tehnik. Že v času šolanja je začel obiskovati lokalne galerije, kjer je spoznaval dela najznamenitejših slikarskih mojstrov. Po končani srednji šoli so mu ponudili štipendijo za študij arhitekture, vendar je ponudbo zavrnil ter se odločil za poklic svobodnega umetnika. Njegovi starši, ki se z odločitvijo sprva niso strinjali, so mu doma uredili studio, kjer je naslednje štiri leta živel in ustvarjal. V tem obdobju se je ukvarjal predvsem s tehničnim risanjem in komercialnim oblikovanjem za različna manhattanska podjetja. Njegov slog iz tega časa spominja predvsem na slikarstvo devetnajstega stoletja, čeprav se je že takrat zanimal za sodobno avantgardno umetnost. Obdobje rastočega ustvarjalnega napredka se je začelo jeseni 1912, ko se je vpisal na Ferrerjevo šolo v New Yorku, kjer je začel študirati umetnost.

## New York
Man Ray se je v času življenja v New Yorku zanimal predvsem za ameriško in evropsko sodobno umetnost. Leta 1915 je imel svojo prvo samostojno slikarsko razstavo, leto zatem je bila razstavljena njegova prva kolekcija dadaističnih del, Self-Portrait, prve pomembnejše fotografije pa so nastale leta 1918. 
Man Ray je opustil konvencionalno slikarstvo in se priključil dadaističnemu gibanju. Začel je izdelovati predmete in razvijati edinstvene mehanske in fotografske tehnike za izdelavo slik. Ustvarjal je tudi objekte ready-made, vsakdanje predmete, ki jim je odvzeta njihova prvotna funkcija in postanejo umetniško delo. Eden izmed njegovih bolj znanih primerov ready-madea je The Gift iz leta 1921, likalnik, ki ima na dnu pritrjene žeblje. 
Leta 1920 je Man Ray z Marcelom Duchampom ustvaril enega prvih primerov kinetične umetnosti, Rotary Glass Plates, sestavljeno iz steklenih plošč, ki jih vrti motor. Istega leta so Man Ray, Katherine Dreier in Duchamp ustanovili Société Anonyme, umetniško organizacijo, ki je promovirala avantgardno umetnost v ZDA. 
Leta 1913 je Man Ray v New Yorku spoznal svojo prvo ženo, belgijsko pesnico Adon Lacroix (Donna Lecoeur), s katero se je leta 1914 poročil. Razšla sta se nekaj let kasneje, uradno pa sta se ločila leta 1937.

## Pariz
Julija 1921 je Man Ray odšel živet in delat v Pariz, kjer je stanoval v umetniški četrti Montparnasse. Kmalu po prihodu v Pariz se je zaljubil v Kiki de Montparnasse (Alice Prin), eno izmed najslavnejših modelov v pariških boemskih krogih. Pojavlja se v nekaterih njegovih najznamenitejših fotografskih delih ter nastopa v njegovih eksperimentalnih filmih Le Retour à la Raison in L'Étoile de mer. Leta 1929 je pričel ljubezensko razmerje s fotografinjo Lee Miller, ki pa ga je leta 1932 zapustila. 
Naslednjih 20 let je Man Ray veljal za uglednega fotografa na Montprarnassu. Zanj so pozirali številni pomembni umetniki, kot so James Joyce, Gertrude Stein, Jean Cocteau, Bridget Bate Tichenor in Antonin Artaud. Pomembna dela iz tega časa so metronom z očesom, prvotno imenovan Object to Be Destroyed in Violon d'Ingres, fotografska reprodukcija slavne Ingresove slike Kopalka iz Valpincona.
S svojo pomočnico in ljubimko, Lee Miller, je ponovno odkril fotografsko tehniko, imenovano solarizacija. Ustvaril je tudi tip fotograma ali »rayogram«, ki ga je opisal kot »čisti dadaizem«. 
Man Ray je režiral tudi številne vplivne avantgardne kratke filme, znane kot Cinéma Pur. Režiral je Le Retour à la Raison (2 min, 1923); Emak-Bakia (16 min, 1926); L'Etoile de Mer (15 min, 1928); in Les Mystères du Château du Dé (27 min, 1929).

## Hollywood
Man Ray je bil zaradi druge svetovne vojne prisiljen zapustiti Pariz in se vrniti v ZDA. Od leta 1940 do 1951 je živel v Los Angelesu, kjer se je posvečal predvsem slikarstvu. Nekaj dni po prihodu v Los Angeles je spoznal Juliet Browner, šolano plesalko in izkušen model. Poročila sta se leta 1946. 
Leta 1948 je imel samostojno razstavo v galeriji Copley na Beverly Hillsu, kjer so bile prvič razstavljene njegove slike na platnu iz serije Shakespearean Equations, pa tudi široka paleta njegovih starejših del.

## Upokojitev in smrt
Leta 1951 se je z Juliet vrnil v Pariz in nadaljeval z umetniškim ustvarjanjem. Zadnjih dvajset let svojega življenja se je ukvarjal z rekonstruiranjem svojih znamenitih zgodnejših del. Leta 1963 je izdal svojo avtobiografijo, Self-Portrait, ki je bila ponovno izdana leta 1999.  
Umrl je 18. novembra 1976 v Parizu zaradi okužbe pljuč. Pokopan je na pariškem pokopališču Cimetière du Montparnasse. Juliet Browner, ki je umrla leta 1991, je pokopana v isti grobnici. Pred tem je veliko njegovih del podarila muzejem. Večina jih je shranjenih v Centru Pompidou v Parizu. 